# Міф Прюїтт-Айгоу
Міф Прюїтт-Айгоу — це документальний фільм 2011 року, в якому в подробицях описана історія комплексу соціального житла Прюїтт-Айгоу в Сент-Луїсі, штат Міссурі, і про остаточне рішення знести весь комплекс в 1976 році.
Документальний фільм стверджує, що жорстокий соціальний колапс комплексу Прюїтт-Айгоу стався не через демографічний склад його мешканців, а був результатом ширших, зовнішніх соціальних сил, а саме погіршення економічного стану Сент-Луїсу, що позначилося на можливостях працевлаштування.

## Сюжет
Фільм починається з повернення колишнього жителя Прюїтт–Айгоу до місця знаходження будівель у північній частині Сент-Луїсу, відзначаючи, що незважаючи на десятиліття, що минули з моменту запланованого знесення будівель місце загалом залишається вільним. Фільм продовжується докладним описом рішення міської ради щодо заміни житла 19 століття на багатоповерхове соціальне житло, врешті, спроектоване Мінору Ямасакі (пізніше відомим дизайнером Всесвітнього торгового центру) в модерністському стилі, у вигляді тридцяти трьох 11-поверхових будинків.
Інтерв'ю з колишніми жителями, архівні фотознімки і плівки використовуються щоб справити перше враження від переїзду в Прюїтт-Айгоу і від подальшого поступового погіршення умов життя протягом 1960-х і початку 1970-х років, перш ніж комплекс був знищений запланованими вибухами в період між 1972 і 1976 рр.
У фільмі причина провалу Прюїтт-Айгоу розглядається з точки зору різноманітних пояснень, які з'явилися з моменту знесення, в тому числі, що це сталося з вини модерністської теорії архітектури (пояснення, висловлене істориком архітектури Чарльзом Дженксом) або з вини загальної концепції соціального житла.
Однак, запропоноване фільмом пояснення полягає в тому, що доля Прюїтт-Айгоу була обумовлена скороченням населення та виробничої бази в Сент-Луїсі після Другої світової війни. У документальному фільмі стверджується, що цей процес залишив мало робочих місць для решти жителів, таким чином, зменшуючи кошти на утримання та охорону будівель, які за задумом повинні були бути оплачені орендарями, концепція, яка залишалася незмінною навіть тоді, коли жителі бідніли і умови життя в проекті погіршувалися..

## Критика
Прюїтт-Айгоу має рейтинг 89 % на Rotten Tomatoes на основі 19 відгуків, і рейтинг 70 (зі 100) на сайті Metacritic на основі 8 відгуків. Фільм був номінований на Satellite Award у 2012 році в категорії Найкращий документальний фільм. Він також виграв в номінації ABC News VideoSource міжнародної документальної асоціації за найкраще використання архівного матеріалу.